# Gregory Chelli
Pour les articles homonymes, voir Chelli.
Le texte peut changer fréquemment, n’est peut-être pas à jour et peut manquer de recul. 
Le titre et la description de l'acte concerné reposent sur la qualification juridique retenue lors de la rédaction de l'article et peuvent évoluer en même temps que celle-ci.
Gregory Chelli (en hébreu : גרגורי שלי), connu sous le pseudonyme d’Ulcan (en hébreu : אולקן'), né à Paris le 23 septembre 1982 à Paris, est un « hacktiviste » franco-israélien se présentant comme un « militant sioniste » ; il est principalement connu pour ses attaques informatiques contre divers médias, et son harcèlement de personnes qu'il considère comme ses ennemis politiques. Ulcan est un expert en social engineering, Zataz le compare à Kevin Mitnick et Ehud Tenenbaum.
À la fin des années 2000, il est un temps membre de la Ligue de défense juive. Il se fait par la suite connaître sur Internet en réalisant des canulars téléphoniques et en les publiant sur un site Web intitulé Viol Vocal, qui héberge également des impostures commises par d'autres participants. À partir de 2013, il utilise ces méthodes dans le cadre de son militantisme politique,. Durant l'été 2014, en réaction à des critiques émises par la presse française sur l'offensive israélienne sur le territoire de la bande de Gaza, il s'attaque à divers médias français, d'une part par techniques de piratage informatique comme le DDoS ou le defacing,, et d'autre part en s'en prenant personnellement à des journalistes et à leurs familles, qu'il harcèle par téléphone et sur Internet. Il fait l’objet de plusieurs procédures judiciaires en France, notamment pour un « canular » visant un journaliste et ses parents, qui avait causé , selon l'accusation, la mort du père du journaliste, décédé d’une crise cardiaque.

## Biographie
Gregory Chelli est né en 1982, dans le seizième arrondissement de Paris. Ses parents sont des Tunisiens de confession juive[réf. souhaitée]. Il va à l'école du Val d'Or, à Saint-Cloud (1988-1992) puis à l'École des Roches à Verneuil-sur-Avre (1992-1993).
En 2007, Ulcan publie une vidéo dans laquelle il s'en prend à un joueur de World of Warcraft sur un serveur TeamSpeak, logiciel de chat audio utilisé par les joueurs de jeu vidéo. À la suite du succès de cette vidéo, il décide de mettre en ligne plusieurs clashes ou canulars dits « hardcore », dans le but de choquer et d'amuser les auditeurs.
Fin 2008, il s'associe à la Ligue de défense juive pour s'attaquer à diverses personnalités qu'il juge antisémites. Avec la LDJ, il fait exploser le scooter de Thomas Werlet, animateur d'un groupuscule « nationaliste et socialiste ». Pour cette affaire, il sera jugé et condamné à 18 mois de prison avec sursis avec mise à l’épreuve et soins obligatoires, interdiction de sortir du territoire et de fréquenter tout membre de la LDJ. En 2009, Gregory Chelli a notamment été condamné à quatre mois d’emprisonnement avec sursis après avoir participé, avec la LDJ, au saccage de la librairie militante Résistances.
Il crée en 2010 un « site internet pour adultes » en Roumanie,.
Il fonde en 2011 un site de chat en ligne, ViolVocal où Ulcan et les utilisateurs du site appellent en direct pour réaliser des canulars téléphoniques, et les rediffusent par la suite.
Il quitte la France et s'installe à Ashdod, station balnéaire en Israël.
Durant l'année 2014, Gregory Chelli se lance dans une campagne de cybermilitantisme et de harcèlement contre divers médias français et des personnes qu'il considère comme des ennemis d'Israël : une information judiciaire est ouverte contre lui en août 2014 à la suite de ses attaques contre des sites Web. La France accuse Israël de ne pas coopérer en matière judiciaire dans cette affaire. Le week-end du 25 et 26 octobre 2014, Gregory Chelli est entendu par la police d'Ashdod, information démentie par la Ligue de défense juive,.
Le 31 janvier 2019, le parquet de Paris demande son renvoi en cour d'assises. En juin 2019, le juge ordonne également qu'il soit jugé pour ses autres canulars. En novembre 2021, la Cour de cassation casse le jugement pour raisons procédurales et renvoie son dossier au juge d'instruction.
En septembre 2024, il est condamné à quatre ans de détention par la cour d’appel de Paris. La cour d’appel a décerné un mandat d’arrêt à l’encontre du hacker qui réside en Israël et ne s’est jamais présenté aux audiences où il était convoqué en France.
Il fait l’objet de plusieurs autres procédures devant la justice française. Il risque notamment les assises pour avoir provoqué une intervention des forces de l’ordre en pleine nuit (Swatting) chez un journaliste de Rue 89 et ses parents, qui avait causé, selon l’accusation, la mort du père du journaliste, décédé d’une crise cardiaque.
Il revendique, dans un documentaire israélien qui lui a été consacré, s'en prendre aux familles de ses cibles : « Moi je me dis qu’à l’époque des néo-nazis, s’il y en avait un dans une maison, je balance une grenade, j’en ai rien à foutre qu’il y ait sa famille. C’est simple, c’est pareil, on n’a pas oublié. »

## Pratiques et méthodes

### ViolVocal
ViolVocal, parfois orthographié « Viol Vocal », est un salon de chat audio et vidéo, hébergé sur Camfrog (en), lancé par Ulcan en 2011.
Ulcan et les participants, parfois mineurs, effectuent des clashs ainsi que des canulars téléphoniques en direct, dont du swatting, et écoutent ceux-ci.
Dans le cadre de ce site, Gregory Chelli met en place une technique permettant de se faire transmettre par un service de police les renseignements du système de traitement des infractions constatées, en se faisant passer pour un policier. Il publie ainsi les renseignements concernant plusieurs rappeurs français, dont Booba, La Fouine et Rohff,.
En 2014, Malicia Darkwave, alors victime des canulars de Gregory Chelli, crée l'album « vocal intrusion » et notamment le titre « vulcan » avec des extraits audio du site ViolVocal.
Le site connaît plusieurs fermetures et réouvertures.

### Militantisme politique
Dans le cadre de son engagement politique, Gregory Chelli emploie des techniques de piratage informatique, et des méthodes téléphoniques comparables à celles utilisées lors des canulars publiés sur son site ViolVocal. Il s'en prend ainsi aux sites internet dont le contenu politique lui déplaît, mais aussi directement à certaines personnes, voire aux familles de ces dernières. Pour mener ses opérations, il reprend les techniques de ViolVocal afin d'obtenir des informations auprès de la police. Il tente ainsi de se procurer les antécédents judiciaires des personnes qu'il vise, parmi lesquelles le journaliste Pierre Haski (également d'origine juive tunisienne), l'islamologue Tariq Ramadan ou l'écrivain d'extrême droite Hervé Ryssen. Pour abuser ses victimes ou les forces de l'ordre, il utilise notamment le phreaking — qui lui permet de falsifier le numéro de l'appelant — ou se procure des codes radio utilisés pour l'identification des commissariats de police.
Politiquement il se définit comme « Juif, fier, noble et cruel » et cite Vladimir Jabotinsky, père de la droite sioniste israélienne. Il affirme aussi mépriser la France bien qu'étant de nationalités française et israélienne.

#### Attaques contre des sites internet
Pendant la Guerre de Gaza de 2014, Ulcan multiplie les attaques contre les médias qu'il juge pro-palestiniens : il effectue, avec plusieurs des membres de ViolVocal, des attaques DDoS contre Rue89,,, Libération, Médiapart, Arrêt sur images ainsi que plusieurs sites politiques à qui il reproche leurs positions sur le conflit israélo-palestinien, comme le site du NPA Franche-Comté ou du député socialiste Yann Galut. En octobre 2014, il s'attaque aux sites de France Inter et de France Info qu'il rend brièvement inaccessibles. Il diffuse un message revendiquant ces attaques et accusant les médias qu'il a visés de ne respecter « ni la présomption d'innocence, ni les droits de réponse », de « mentir » ou de « diffamer » quand « il s'agit des juifs, d'Israël ou de [lui] ».
En 2013, le site de Dieudonné est piraté et la base de données de ses membres est divulguée par un hacker anonyme. Ulcan revendiquera plus tard être l'auteur de ce hack. En 2016, c'est au tour du site d'Alain Soral de subir le même sort.

#### Harcèlement
Outre les sites des médias, Gregory Chelli prend également pour cible des artistes, des journalistes, dont Pierre Haski, de Rue89 : en août 2014, il appelle la police en se faisant passer pour ce dernier et déclare avoir tué son épouse et s'être retranché armé à son domicile. Le journaliste a par ailleurs fait l'objet sur Twitter de menaces de mort de la part d'« Ulcan », qui a également dévoilé ses coordonnées personnelles. En 2014 après une « mise en veille » d’un jumelage entre la municipalité de Lille et une ville israélienne, il appelle la police en se faisant passer pour le mari de Martine Aubry en disant qu’il avait tué sa femme et était retranché et armé.
Les Éditions Demos annulent la sortie d'un livre de l'écrivaine Émilie Courts, dont la famille a également été prise pour cible, sous la pression des menaces de Gregory Chelli à l'automne 2011. Le livre voit tout de même le jour en décembre 2011.
En 2012, la militante pro-palestinienne Olivia Zemor, présidente de CAPJPO-EuroPalestine est aspergée de peinture à l’huile rouge alors qu’elle est assise à la terrasse d’un café.
Il s'en prend également à un autre journaliste de Rue89, Benoît Le Corre, dont il appelle les parents pour leur faire croire que leur fils est mort. Il utilise également la technique du swatting en appelant la police pour déclarer un meurtre à l'adresse des parents du journaliste, afin d'y provoquer un assaut du GIGN. Quelques jours plus tard, le père de Benoît Le Corre subit un infarctus dont il meurt deux semaines après. Un des médecins réanimateurs cité par Rue89 a estimé qu'« On ne peut pas clairement établir une corrélation entre le stress et l'infarctus, mais on a envie de dire que ce n'est pas étranger, », cependant le rapport d'expertise médicale de deux cardiologues, figurant au dossier des juges d’instruction saisis dans cette affaire, établit que « le stress a été un facteur déclenchant direct et certain, révélant son état antérieur ». « Ulcan » a ensuite téléphoné au journaliste pour le narguer.
Selon un article d’Arrêt sur images du 5 octobre 2014, la personne chargée de l'enquête de police concernant Ulcan, Michel Thooris, par ailleurs secrétaire général du syndicat policier autoproclamé France Police et ancien conseiller politique de Marine Le Pen, serait un proche de la Ligue de défense juive.  Selon le magazine Le Point, Ulcan « bénéficierait de complicités en France au sein de la police et dans une partie de la communauté juive » .
En juin 2015 il provoque une intervention brutale du RAID contre Pierre Stambul, fils de déporté et président de l’Union juive française pour la paix (UFJP), en prétendant que celui-ci a assassiné son épouse. Il le rappelle ultérieurement pour le couvrir d'injures. D'autres militants juifs de UFJP ont aussi été victimes de ces "canulars".
Le 18 juin 2015, Gregory Chelli réitère ses attaques contre Pierre Haski. Il appelle un commissariat en se faisant passer pour ce dernier, déclarant avoir « poignardé sa femme » et « ouvert le gaz dans l'immeuble », ce qui provoque une intervention des forces de l'ordre en pleine nuit au domicile du journaliste.
L'Agence France-Presse révèle, le 18 juin 2019, que le juge d'instruction ordonne le renvoi de Gregory Chelli aux assises, notamment pour « violences volontaires avec préméditation ayant entraîné la mort sans intention de la donner », comme le demandait, en février 2019, le parquet de Paris,.
Il est, en décembre 2021, jugé à Paris pour six affaires de harcèlement. Le 11 janvier 2022, le tribunal correctionnel de Paris le condamne en son absence à deux ans et demi de prison pour une partie des faits qui lui étaient reprochés. Son avocat Gilles-William Goldnadel annonce vouloir faire appel du jugement.
En septembre 2024, il est condamné à quatre ans de détention par la cour d’appel de Paris. La cour d’appel a décerné un mandat d’arrêt à l’encontre du hacker qui réside en Israël et ne s’est jamais présenté aux audiences où il était convoqué en France.

### Bassem Braïki
Bassem Braïki est un blogueur lyonnais qui se fait connaître avec une vidéo à la suite des attentats du 13 novembre 2015 où il appelle les musulmans de France à s'unir contre les terroristes. Par la suite, il s'en prend à Booba qui, selon lui, dégrade l'image de la femme arabe dans ses textes et fait annuler son concert du 25 mars 2016 à Lyon.
Ulcan, qui soutient Booba, provoque Bassem sur ViolVocal[réf. nécessaire] et celui-ci lui répond : « On va refaire une Ilan Halimi, appelez-moi Youssouf Fofana. » Il est interrogé par la police pour ses propos,.

## Liens avec d'autres faits similaires
Après les tueries de mars 2012 à Toulouse et Montauban, un jeune participant à ViolVocal, Foued M., passe environ 1 350 appels répartis à travers la France, antisémites et faisant l'apologie de Mohammed Merah auteur des tueries, et envoie plusieurs mails de menaces aux responsables de l'école juive Ozar Hatorah de Toulouse,. Il est condamné à trois mois de prison ferme en novembre 2013 par le tribunal correctionnel de Toulouse. Cet individu a été identifié puis dénoncé par Gregory Chelli. À ce propos il déclare : 

« Étant donné que j’ai un site de chat, sur lequel les consommateurs s’amusent et font des canulars, on me fait porter le chapeau pour tout ce qui est dit et fait. Un peu comme si Mark Zuckerberg était personnellement responsable de tout ce qui est écrit sur Facebook. »

Selon un journaliste, « la motivation […] résidait dans la volonté de faire rire un groupe qui se retrouve le soir sur internet », et un policier décrit le fonctionnement du chat : « [Les participants] ne se connaissent pas, se retrouvent via le net à dix, quinze ou vingt et se lancent des défis. Un des participants appelle, les autres écoutent. »
Le 17 septembre 2016, une fausse alerte attentat est déclenchée à Paris, concernant l'église Saint-Leu-Saint-Gilles. Elle est revendiquée par deux personnes se disant mineures, désignés sous les pseudonymes de « Tylers Swatting » et « Zakhaev Yamaha » et présentés comme des admirateurs de Grégory Chelli. Selon leurs propos, tels que rapportés par le site web de L'Obs, « Le projet initial était de swatter une mosquée mais après Saint-Étienne-du-Rouvray on s'est dit que ça marcherait mieux avec une église ». Ulcan a condamné cet acte et identifié un des suspects. Il affirme n'avoir aucun lien avec ces individus,.

## The Patriot
En 2017, Grégory Chelli fait l’objet d’un documentaire israélo-canadien, d'une durée de 72 minutes, réalisé par Daniel Sivan, The Patriot, présenté au festival international DocAviv en Israël, dans lequel Grégory Chelli est présenté comme un « justicier » luttant contre « l'antisémitisme »,, qui fait d'ailleurs l'objet d'une vive polémique lors du Fipa de Biarritz,,. Une lettre ouverte signée de Pierre Haski, Daniel Schneidermann et Denis Sieffert, visés par des actions d'Ulcan, est publiée le 16 janvier 2018 sur le site de Politis.